# Estay (vela)

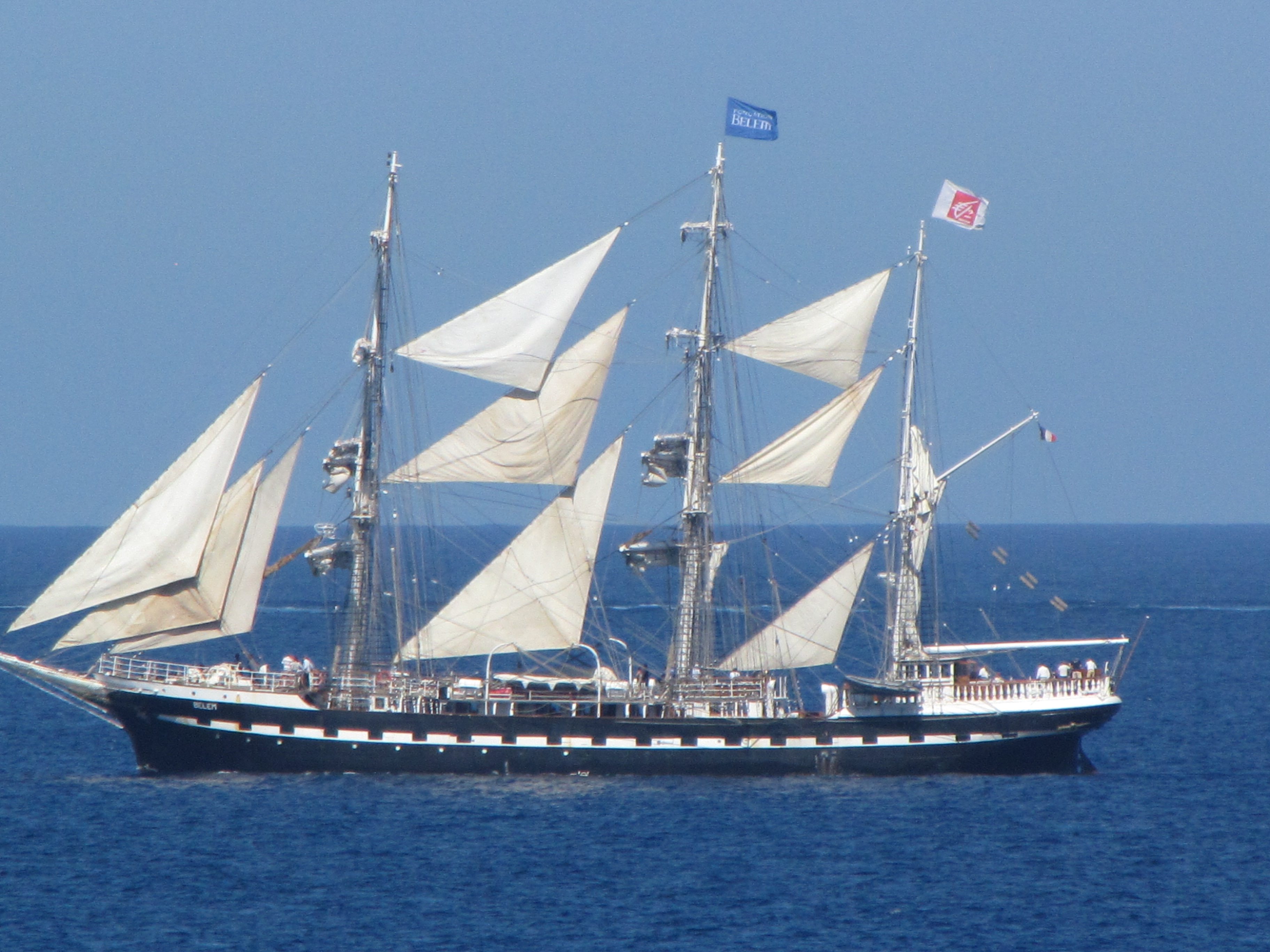
Una nave con todas sus velas Estay desplegadas.

En náutica, el estay es la denominación general de toda vela de cuchillo de la especie de las cangrejas, que se enverga en un estay o en el nervio que va al intento por debajo, y adquiere el respectivo título o sobrenombre. (fr. voile d'étai; ing. staysail; it. vela di strallo).

## Descripción
Muchas de las velas Estay son triangulares, pero algunas tienen cuatro esquinas, algunas notables como la Estay de los pescadores.
Las estay triangulares colocadas a proa del palo de trinquete son llamadas Foques.

## Tipos

### Barcos de Cruz
- Petifoque (Cuarto foque): es la vela triangular, más chica que el foque, la cual se amura en el segundo botalón del bauprés, y se iza en la encapilladura del mastelero de juanete de proa. (fr. Peti foc; ing. Fore stay sail; it. Trinchetina).
- Foque (Foc, Fok): es el foque principal, que se iza en la encapilladura de velacho, y se amura en el botalón de su mismo nombre.
- Fofoque (Fofoc, Fofok): es la vela triangular que suele usarse entre el Foque y el Contrafoque.
- Contrafoque: vela triangular que se enverga en el Contra estay de velacho, y sirve para contribuir a los movimientos de arribada del buque, y equilibrar a la mesana (fr. Grand foc; ing. Standing jib; it. Fiocco).
- Trinquetilla: vela de cuchillo triangular que se larga en un nervio paralelo e inmediato al estay de trinquete.
- Foque volante (Cachirulo, Sexto foque):

### Goleta, Bergantín
- Estay del Pescador: es una vela situada entre el palo de trinquete y el palo mayor de un velero, normalmente en Goleta, pero incluye Bergantines.

### Faluchos
- Foque grande (Pollaca): en los faluchos, el foque más grande.
- Foque chico: en los faluchos, el foque más pequeño.

### Sloop, Yola, Queche
- Génova (Foque superpuesto, Foque tipo Génova): es un tipo de foque grande utilizado en embarcaciones con aparejo bermuda o Marconi.